# サン・ジョヴァンニ駅
サン・ジョヴァンニ駅 (San Giovanni)はローマ地下鉄A線の駅の一つである。
1980年に開業した地下駅である。
駅はアッピア街道の始点であるアッピオ広場 (Piazzale Appio)の地下にある。
サン・ジョヴァンニ・イン・ラテラーノ大聖堂の近くにあり駅名もそこから付けられた。
アッピオ・ラティーノ区にある。
駅は将来はC線の乗換駅となる（最初に開業する区間）。

C線の建設作業は2007年5月21日に開始された。ローマメトロポリターネのサイトで情報が開示されている。.

## 周辺
- ラテラーノ宮殿 (Palazzo del Laterano)
- サン・ジョヴァンニ・イン・ラテラーノ大聖堂 (Basilica di San Giovanni in Laterano)
- ラテラーノのオベリスク (Obelisco Lateranense)
- サンタ・クローチェ・イン・ジェルサレンメ教会 (Santa Croce in Gerusalemme)
- サン・ジョヴァンニ門 (Porta San Giovanni)
- アジナリア門 (Porta Asinaria)
- サンニオ通り市場 (Mercato di Via Sannio)

## 備考
1. ↑  広報(pdf)